# 내가 그녀를 만났을 때
《내가 그녀를 만났을 때》(How I Met Your Mother)는 미국 CBS에서 방영되었던 시트콤이다. 2005년 9월 19일에 방영을 시작하여 2007년 시즌 9를 마지막으로 종영되었다. 카터 베이스(Carter Bays), 크레이그 토머스(Craig Thomas)가 기획하였다. 주제곡은 두 기획자가 멤버로 있는 밴드 더 솔리즈(The Solids)의 〈Hey Beautiful〉이다.
이 시트콤은 2030년, 주인공 테드 모스비가 자녀에게 그들의 어머니(테드의 아내)를 어떻게 만나게 되었는지 설명해주는 방식으로 전개된다. 미래의 테드의 모습은 공개되지 않았지만, 목소리는 밥 서겟이 맡고 있다.

## 등장인물
- 테드 모스비(Ted Mosby, 배우: 조시 래드너)

테드는 이 시트콤의 주인공으로, 웨슬리언 대학교를 졸업한 건축가이다. 그의 가장 친한 친구인 마셜이 약혼을 하면서 테드도 자신의 짝을 찾기로 결심하게 된다.
로빈을 만나 한눈에 사랑에 빠지게 된 테드는 그녀와의 첫 데이트에서 사랑한다고 고백한다. 결혼 후 자식 계획까지 생각하던 테드와 달리 아이를 원치 않는 로빈은 테드와 평범한 친구 사이로 지내기로 한다. 얼마 후 테드는 친구의 결혼식에서 제빵사 빅토리아를 만나 교제를 하지만, 그녀가 독일로 유학을 가면서 테드는 다시 로빈에게 사랑의 감정이 생기게 되고, 빅토리아와 테드의 장거리 연애도 끝난다. 테드는 로빈의 마음을 끌기 위해 여러 방법을 동원하여 결국 둘은 사귀게 되나, 약 일 년 후 관계를 끝낸다.
시즌 4에서 이혼녀인 스텔라와 교제를 시작하여 결혼 직전까지 가지만, 결혼식장에서 스텔라가 전남편에게 가버린다.
시즌 5에서 스텔라의 전남편이 테드를 소재로 한 영화를 제작한다.
- 마셜 에릭슨(Marshall Eriksen, 배우: 제이슨 시걸)

마셜은 미네소타주 세인트클라우드 출신으로, 웨슬리언 대학교에 다니면서 테드와 릴리를 만나게 되었다. 키가 약 193 cm(6피트 4인치)나 되지만 그의 가족 중에서는 가장 작다.
시즌 1 초반에 릴리와 약혼을 올리나, 그녀가 미술 공부를 위해 다른 곳으로 가기로 결정하면서 싸우게 되어 결국 약혼마저 무산된다. 하지만 얼마 후 바니의 설득으로 돌아온 릴리와 다시 교제를 하며, 얼마 후 다시 약혼을 맺어 결혼식을 올린다.
- 릴리 올드린(Lily Aldrin, 배우: 앨리슨 해니건)

릴리는 유치원 교사이며, 마셜의 아내이다. 뉴욕 브루클린에서 자랐으며, 대학교에서 마셜을 만나 계속 사귀어왔다.
시즌 1 초반에 마셜과 약혼을 올리나, 많은 것들을 경험해보지 못한 채 결혼하기에는 이르다고 생각한 그녀는 결국 다른 지역에서 3개월의 미술 수업을 받기로 결정한다. 하지만 릴리는 바니의 설득으로 결국 다시 마셜에게 돌아와 다시 약혼을 올리고, 얼마 후 결혼식을 올린다.
- 로빈 슈바스키(Robin Scherbatsky, 배우: 코비 스멀더스)

로빈은 작은 지역 방송국의 TV 뉴스 기자, 앵커이다. 배역을 맡은 코비 스멀더스와 마찬가지로 캐나다인이다.
테드와의 첫 데이트에서 테드에게 사랑한다는 이야기를 듣고 당황하여 겉으로는 친구 사이로 지내자고 하지만, 그 이후로 로빈도 마음 속으로 테드에 대한 사랑의 감정이 생긴다. 결국 테드에게 자신의 마음을 밝힌 로빈은 테드와 교제를 하지만, 약 일 년 후 둘은 헤어지게 된다.
로빈은 캐나다에서 "로빈 스파클스(Robin Sparkles)"라는 이름으로 10대 버블검 팝 가수로 활동하기도 했으며, 히트곡으로는 〈Let's Go to the Mall〉이 있다.
시즌 4부터 바니와 교제하다가 시즌 5 초반에 헤어진다.
- 바니 스틴슨(Barney Stinson, 배우 닐 패트릭 해리스)

바니는 양복을 즐겨 입는 바람둥이이다. 군수 무기, 테니스 공의 겉껍질 등을 만드는 회사에서 일하고 있다. 하지만 친구들조차도 바니가 거기에서 하는 일이 정확히 무엇인지는 알지 못한다.
1990년대 중반, 커피샵에서 일을 하던 바니는 여자친구 섀넌과 함께 니카라과로 가서 2년 동안 평화 봉사단 활동을 하기로 약속을 하였다. 하지만 섀넌이 나이가 많고 양복을 즐겨 입는 남자친구를 만나면서 바니와 헤어지게 되었다. 이 사건 이후로 바니는 양복을 즐겨 입게 되고, 성격까지 크게 바뀌게 된다.
시즌 4부터 로빈과 교제하다가 시즌 5 초반에 헤어진다.

### 기타 출연 배우
- 알렉시스 데니소프 - 샌디 리버스
- 린지 폰세카 - 테드의 딸
- 데이비드 헨리 - 테드의 아들
- 마셜 마네시(Marshall Manesh) - 란짓
- 조 니브스(Joe Nieves) - 칼 매클래런
- 브리트니 스피어스 - 애비(특별출연)
- 애슐리 윌리엄스 - 빅토리아

### 수상 실적과 후보
| 연도 | 결과 | 카테고리                | 시상식 이름      | 수상자            |
| ---- | ---- | ----------------------- | ---------------- | ----------------- |
| 2006 | 수상 | 미술 감독               | 에미상           | 제작진            |
| 2006 | 수상 | 촬영 영화 예술          | 에미상           | 제작진            |
| 2006 | 후보 | 가장 좋아하는 새 코미디 | 피플스 초이스상  | 출연진과 제작진   |
| 2007 | 수상 |                         | 에미상           | 제작진            |
| 2007 | 후보 | 촬영 편집               | 에미상           | 제작진            |
| 2007 | 후보 | 코미디 배우             | 에미상           | 닐 패트릭 해리스  |
| 2007 | 후보 | 코미디 배우             | 틴 초이스 어워드 | 닐 패트릭 해리스  |
| 2008 | 수상 | 카메라 촬영             | 에미상           | 제작진            |
| 2008 | 후보 | 코미디 배우             | 에미상           | 닐 패트릭 해리스  |
| 2008 | 후보 | 가장 좋아하는 배우      | 피플스 초이스상  | 닐 패트릭 해리스  |
| 2008 | 후보 | 코미디 쇼               | 틴 초이스 어워드 | 출연진과 제작진   |
| 2008 | 후보 | 코미디 배우             | 틴 초이스 어워드 | 닐 패트릭 해리스  |
| 2009 | 후보 | 코미디 시리즈           | 에미상           | 제작진            |
| 2009 | 후보 | 코미디 배우             | 에미상           | 닐 패트릭 해리스  |
| 2009 | 수상 | 미술 감독               | 에미상           | 제작진            |
| 2009 | 후보 | 촬연 편집               | 에미상           | 제작진            |
| 2009 | 후보 | 최고의 연기             | 골든글로브       | 닐 패트릭 해리스  |
| 2009 | 후보 | 게스트 스타             | 피플스 초이스상  | 브리트니 스피어스 |
| 2010 | 후보 | 최고의 연기             | 골든글로브       | 닐 패트릭 해리스  |
| 2010 | 수상 | 코미디 배우 : 여성      | 피플스 초이스상  | 앨리슨 해니건     |

## 에피소드

### 시즌 1
| 시즌 # | 전체 # | 제목                                  | 최초 방영 일자   | 제작 코드 |
| ------ | ------ | ------------------------------------- | ---------------- | --------- |
| 1      | 1      | 〈Pilot〉                             | 2005년 9월 19일  | 1ALH00    |
| 2      | 2      | 〈Purple Giraffe〉                    | 2005년 9월 26일  | 1ALH01    |
| 3      | 3      | 〈Sweet Taste of Liberty〉            | 2005년 10월 3일  | 1ALH02    |
| 4      | 4      | 〈Return of the Shirt〉               | 2005년 10월 10일 | 1ALH03    |
| 5      | 5      | 〈Okay Awesome〉                      | 2005년 10월 17일 | 1ALH04    |
| 6      | 6      | 〈Slutty Pumpkin〉                    | 2005년 10월 24일 | 1ALH05    |
| 7      | 7      | 〈Matchmaker〉                        | 2005년 11월 7일  | 1ALH06    |
| 8      | 8      | 〈The Duel〉                          | 2005년 11월 14일 | 1ALH07    |
| 9      | 9      | 〈Belly Full of Turkey〉              | 2005년 11월 21일 | 1ALH08    |
| 10     | 10     | 〈The Pineapple Incident〉            | 2005년 11월 28일 | 1ALH09    |
| 11     | 11     | 〈The Limo〉                          | 2005년 12월 19일 | 1ALH10    |
| 12     | 12     | 〈The Wedding〉                       | 2006년 1월 9일   | 1ALH11    |
| 13     | 13     | 〈Drumroll, Please〉                  | 2006년 1월 23일  | 1ALH12    |
| 14     | 14     | 〈Zip, Zip, Zip〉                     | 2006년 2월 6일   | 1ALH13    |
| 15     | 15     | 〈Game Night〉                        | 2006년 2월 27일  | 1ALH14    |
| 16     | 16     | 〈Cupcake〉                           | 2006년 3월 6일   | 1ALH15    |
| 17     | 17     | 〈Life Among the Gorillas〉           | 2006년 3월 20일  | 1ALH16    |
| 18     | 18     | 〈Nothing Good Happens After 2 A.M.〉 | 2006년 4월 10일  | 1ALH17    |
| 19     | 19     | 〈Mary the Paralegal〉                | 2006년 4월 24일  | 1ALH18    |
| 20     | 20     | 〈Best Prom Ever〉                    | 2006년 5월 1일   | 1ALH19    |
| 21     | 21     | 〈Milk〉                              | 2006년 5월 8일   | 1ALH20    |
| 22     | 22     | 〈Come On〉                           | 2006년 5월 15일  | 1ALH21    |

### 시즌 2
| 시즌 # | 전체 # | 제목                          | 최초 방영 일자   | 제작 코드 |
| ------ | ------ | ----------------------------- | ---------------- | --------- |
| 1      | 23     | 〈Where Were We?〉            | 2006년 9월 18일  | 2ALH01    |
| 2      | 24     | 〈The Scorpion and the Toad〉 | 2006년 9월 25일  | 2ALH02    |
| 3      | 25     | 〈Brunch〉                    | 2006년 10월 2일  | 2ALH03    |
| 4      | 26     | 〈Ted Mosby: Architect〉      | 2006년 10월 9일  | 2ALH04    |
| 5      | 27     | 〈World's Greatest Couple〉   | 2006년 10월 16일 | 2ALH05    |
| 6      | 28     | 〈Aldrin Justice〉            | 2006년 10월 23일 | 2ALH06    |
| 7      | 29     | 〈crazy eyes〉                | 2006년 11월 6일  | 2ALH07    |
| 8      | 30     | 〈Atlantic City〉             | 2006년 11월 13일 | 2ALH08    |
| 9      | 31     | 〈Slap Bet〉                  | 2006년 11월 20일 | 2ALH09    |
| 10     | 32     | 〈Single Stamina〉            | 2006년 11월 27일 | 2ALH10    |
| 11     | 33     | 〈How Lily Stole Christmas〉  | 2006년 12월 11일 | 2ALH11    |
| 12     | 34     | 〈First Time in New York〉    | 2007년 1월 8일   | 2ALH12    |
| 13     | 35     | 〈Columns〉                   | 2007년 1월 22일  | 2ALH13    |
| 14     | 36     | 〈Monday Night Football〉     | 2007년 2월 5일   | 2ALH14    |
| 15     | 37     | 〈Lucky Penny〉               | 2007년 2월 12일  | 2ALH15    |
| 16     | 38     | 〈Stuff〉                     | 2007년 2월 19일  | 2ALH16    |
| 17     | 39     | 〈Arrivederci, Fiero〉        | 2007년 2월 26일  | 2ALH17    |
| 18     | 40     | 〈Moving Day〉                | 2007년 3월 19일  | 2ALH18    |
| 19     | 41     | 〈Bechelor Party〉            | 2007년 4월 9일   | 2ALH19    |
| 20     | 42     | 〈Showdown〉                  | 2007년 4월 30일  | 2ALH20    |
| 21     | 43     | 〈Something Borrowed〉        | 2007년 5월 7일   | 2ALH21    |
| 22     | 44     | 〈Something Blue〉            | 2007년 5월 14일  | 2ALH22    |

### 시즌 3
| 시즌 # | 전체 # | 제목                        | 최초 방영 일자   | 제작 코드 |
| ------ | ------ | --------------------------- | ---------------- | --------- |
| 1      | 45     | 〈Wait for It〉             | 2007년 9월 24일  | 3ALH01    |
| 2      | 46     | 〈We're Not from Here〉     | 2007년 10월 1일  | 3ALH02    |
| 3      | 47     | 〈Third Wheel〉             | 2007년 10월 8일  | 3ALH03    |
| 4      | 48     | 〈Little Boys〉             | 2007년 10월 15일 | 3ALH04    |
| 5      | 49     | 〈How I Met Everyone Else〉 | 2007년 10월 22일 | 3ALH05    |
| 6      | 50     | 〈I'm Not That Guy〉        | 2007년 10월 29일 | 3ALH06    |
| 7      | 51     | 〈Dowisetrepla〉            | 2007년 11월 5일  | 3ALH07    |
| 8      | 52     | 〈Spoiler Alert〉           | 2007년 11월 12일 | 3ALH08    |
| 9      | 53     | 〈Slapsgiving〉             | 2007년 11월 19일 | 3ALH09    |
| 10     | 54     | 〈The Yips〉                | 2007년 11월 26일 | 3ALH10    |
| 11     | 55     | 〈The Platinum Rule〉       | 2007년 12월 10일 | 3ALH11    |
| 12     | 56     | 〈No Tomorrow〉             | 2008년 3월 17일  | 3ALH12    |
| 13     | 57     | 〈Ten Sessions〉            | 2008년 3월 24일  | 3ALH13    |
| 14     | 58     | 〈The Bracket〉             | 2008년 3월 31일  | 3ALH14    |
| 15     | 59     | 〈The Chain of Screaming〉  | 2008년 4월 14일  | 3ALH15    |
| 16     | 60     | 〈Sandcastles in the Sand〉 | 2008년 4월 21일  | 3ALH16    |
| 17     | 61     | 〈The Goat〉                | 2008년 4월 28일  | 3ALH17    |
| 18     | 62     | 〈Rebound Bro〉             | 2008년 5월 5일   | 3ALH18    |
| 19     | 63     | 〈Everything Must Go〉      | 2008년 5월 12일  | 3ALH19    |
| 20     | 64     | 〈Miracles〉                | 2008년 5월 19일  | 3ALH20    |

### 시즌 4
| 시즌 # | 전체 # | 제목                            | 최초 방영 일자   | 제작 코드 |
| ------ | ------ | ------------------------------- | ---------------- | --------- |
| 1      | 65     | 〈Do I Know You?〉              | 2008년 9월 22일  | 4ALH01    |
| 2      | 66     | 〈The Best Burger in New York〉 | 2008년 9월 29일  | 4ALH02    |
| 3      | 67     | 〈I Heart NJ〉                  | 2008년 10월 6일  | 4ALH03    |
| 4      | 68     | 〈Intervention〉                | 2008년 10월 13일 | 4ALH04    |
| 5      | 69     | 〈Shelter Island〉              | 2008년 10월 20일 | 4ALH05    |
| 6      | 70     | 〈Happily Ever After〉          | 2008년 10월 27일 | 4ALH06    |
| 7      | 71     | 〈Not a Father's Day〉          | 2008년 11월 3일  | 4ALH07    |
| 8      | 72     | 〈Woooo!〉                      | 2008년 11월 10일 | 4ALH08    |
| 9      | 73     | 〈The Naked Man〉               | 2008년 11월 17일 | 4ALH09    |
| 10     | 74     | 〈The Fight〉                   | 2008년 11월 24일 | 4ALH10    |
| 11     | 75     | 〈Little Minnesota〉            | 2008년 12월 1일  | 4ALH11    |
| 12     | 76     | 〈Benefits〉                    | 2008년 12월 8일  | 4ALH12    |
| 13     | 77     | 〈Three Days of Snow〉          | 2009년 3월 3일   | 4ALH13    |
| 14     | 78     | 〈The Possimpible〉             | 2009년 3월 10일  | 4ALH14    |
| 15     | 79     | 〈The Stinsons〉                | 2009년 3월 17일  | 4ALH15    |
| 16     | 80     | 〈Sorry, Bro〉                  | 2009년 3월 24일  | 4ALH16    |
| 17     | 81     | 〈The Front Porch〉             | 2009년 3월 31일  | 4ALH17    |
| 18     | 82     | 〈Old King Clancy〉             | 2009년 4월 7일   | 4ALH18    |
| 19     | 83     | 〈Murtaugh〉                    | 2009년 4월 14일  | 4ALH19    |
| 20     | 84     | 〈Mosbius Designs〉             | 2009년 4월 21일  | 4ALH20    |
| 21     | 85     | 〈The Three Day's Rule〉        | 2009년 4월 28일  | 4ALH21    |
| 22     | 86     | 〈Right Place Right Time〉      | 2009년 5월 4일   | 4ALH22    |
| 23     | 87     | 〈As Fast As She Can〉          | 2009년 5월 11일  | 4ALH23    |
| 24     | 88     | 〈The Leap〉                    | 2009년 5월 18일  | 4ALH24    |

### 시즌 5
| 시즌 # | 전체 # | 제목                                   | 최초 방영 일자   | 제작 코드 |
| ------ | ------ | -------------------------------------- | ---------------- | --------- |
| 1      | 89     | 〈Definitions〉                        | 2009년 9월 21일  | 5ALH01    |
| 2      | 90     | 〈Double Date〉                        | 2009년 9월 28일  | 5ALH02    |
| 3      | 91     | 〈Robin 101〉                          | 2009년 10월 5일  | 5ALH03    |
| 4      | 92     | 〈The Sexless Innkeeper〉              | 2009년 10월 12일 | 5ALH04    |
| 5      | 93     | 〈Duel Citizenship〉                   | 2009년 10월 19일 | 5ALH05    |
| 6      | 94     | 〈Bagpipes〉                           | 2009년 11월 2일  | 5ALH06    |
| 7      | 95     | 〈The Rough Patch〉                    | 2009년 11월 9일  | 5ALH07    |
| 8      | 96     | 〈The Playbook〉                       | 2009년 11월 16일 | 5ALH08    |
| 9      | 97     | 〈Slapsgiving 2: Revenge Of The Slap〉 | 2009년 11월 23일 | 5ALH09    |
| 10     | 98     | 〈The Window〉                         | 2009년 12월 7일  | 5ALH11    |
| 11     | 99     | 〈Last Cigarette Ever〉                | 2009년 12월 14일 | 5ALH10    |
| 12     | 100    | 〈Girls Vs. Suits〉                    | 2010년 1월 11일  | 5ALH12    |
| 13     | 101    | 〈Jenkins〉                            | 2010년 1월 18일  | 5ALH13    |
| 14     | 102    | 〈The Perfect Week〉                   | 2010년 2월 1일   | 5ALH14    |
| 15     | 103    | 〈Rabbit Or Duck〉                     | 2010년 2월 8일   | 5ALH15    |
| 16     | 104    | 〈Hooked〉                             | 2010년 3월 1일   | 5ALH16    |
| 17     | 105    | 〈Of Course〉                          | 2010년 3월 8일   | 5ALH18    |
| 18     | 106    | 〈Say Cheese〉                         | 2010년 3월 22일  | 5ALH17    |
| 19     | 107    | 〈Zoo Or False〉                       | 2010년 4월 12일  | 5ALH22    |
| 20     | 108    | 〈Home Wreckers〉                      | 2010년 4월 19일  | 5ALH20    |
| 21     | 109    | 〈Twin Beds〉                          | 2010년 5월 3일   | 5ALH19    |
| 22     | 110    | 〈Robots -Vs- Wrestlers〉              | 2010년 5월 10일  | 5ALH21    |
| 23     | 111    | 〈The Wedding Bride〉                  | 2010년 5월 17일  | 5ALH24    |
| 24     | 112    | 〈Doppelgangers〉                      | 2010년 5월 24일  | 5ALH23    |

## 시청률
| 시즌 | 시간대(EDT)                                                                                             | 시즌 시작       | 시즌 종료       | 방송 연도       | 순위 | 시청자(백만 명) |  |
| ---- | --- | --------------- | --------------- | --------------- | ---- | --------------- |  |
| 1    | 월요일 오후 8:30                                                                                        | 2005년 9월 19일 | 2006년 5월 15일 | 2005년 ~ 2006년 | #51  | 9.5             |  |
| 2    | 월요일 오후 8:30(2006년 9월 18일 ~ 2006년 10월 2일) 월요일 오후 8:00(2006년 10월 9일 ~ 2007년 5월 4일)  | 2006년 9월 18일 | 2007년 5월 14일 | 2006년 ~ 2007년 | #61  | 8.5             |  |
| 3    | 월요일 오후 8:00(2007년 9월 24일 ~ 2008년 3월 10일) 월요일 오후 8:30(2008년 3월 17일 ~ 2008년 5월 19일) | 2007년 9월 24일 | 2008년 5월 19일 | 2007년 ~ 2008년 | 8.2  |                 |  |
| 4    | 월요일 오후 8:30                                                                                        | 2008년 9월 22일 | 2009년 5월 18일 | 2008년 ~ 2009년 | #49  | 9.4             |  |
| 5    | 월요일 오후 8:00                                                                                        | 2009년 9월 21일 | 2010년 5월 24일 | 2009년 ~ 2010년 | #42  | 8.9             |  |

## 잔지식
- 시리즈 최종회에 쓰일 엄마의 정체가 직접적으로 드러나는 신은 두 번째 시즌이 시작할 무렵 이미 촬영을 마쳤다고 한다.

- 기획자 베이스와 토머스는 뉴욕에서 만난 친구들과 그들과 저지른 일들에서 영감을 받았다. 두 사람의 실제 관계를 캐릭터 설정에 활용하여, 테드는 베이스를, 마셜과 릴리는 토머스와 그의 부인에 대강 기반하고 있다. 이야기의 처음 컨셉이었던 '고등학교에서 학생을 가르치는 것을 선고 받은 엔론 이사는 아무도 해당 주제에 대해 조사하고 싶지 않았다는 이유로 각하되었다.

- 극 중에 등장하는 맥클라렌이라는 바는 뉴욕에 있는 "맥지스"라는 실제 바를 모델로 한 것이다. 카터 베이스의 어시스턴트인 칼 맥클라렌의 이름을 딴 것으로, 극에 등장하는 바텐더 이름도 칼이다.